# Fekete-Hagymás
A Fekete-Hagymás (románul: Hășmașul Negru) az Erdélyben lévő Hagymás-hegység második legmagasabb hegye. A Hargita és Neamț megye közötti határvita miatt még nem egyértelmű, melyik megyéhez tartozik.

## Barlangok
Az északi oldalon, 1480 méteren fekszik a Hárombejáratú-zsombolybarlang. Teljes hossza 70 méter. A keleti oldalon, 1240 méteren található a Kőtej-barlang, melynek hossza 87 méter. Nem messze ettől, 1250 méteren található a Fekete-Hagymás-zsomboly.